# 刘裕北伐
刘裕北伐指的是刘裕掌握东晋实权后发动的两次北伐战争，灭掉后秦、南燕两个政权。在魏晋十六国时期，东晋虽偏安江南，却始终没有放弃收复中原，所以屡次发动北伐战争。后秦、南燕的败亡主要出于内乱而非实力之弱；公元397年北魏军攻下中山，后燕官吏兵投降两万余人，后燕的疆域被切断为南燕和北燕二部，405年南燕又发生政变；416年姚兴卒，后秦内乱不断，镇守蒲坂和岭北的姚懿、姚恢先后率叛军进攻长安。刘裕趁后秦、南燕内乱之际，乘机出兵，并一举攻灭。这次收复中原的版图之多，是东晋历次北伐中最成功、影响最深远的一次，且此前的多次北伐都无法与之比拟。

## 背景
刘裕在镇压孫恩盧循之亂、桓玄之乱后，为了名正言顺地称帝，效仿桓溫发动北伐战争。

## 灭南燕
义熙五年（409年），刘裕率兵自建康出发。沿着水路，渡过长江、淮河、泗水，五月在下邳登陆，行军至琅琊后又自东莞翻过大岘山，与燕兵战于临朐南，刘裕派参军檀韶、建威将军向弥秘密绕道到达燕兵背后，偷袭临朐得手，唯前锋孟龙符因追杀太快脱离部队而被燕军围杀。南燕君主慕容超只能前往救援临朐城南的段晖，被追击的晋军重创，南燕十余名大将被杀，慕容超逃往广固，晋军缴获大量战利品。晋军围攻广固，慕容超只知消极死守，不发挥自身骑兵多机动性强特点，打击对方粮道以及寻找对方薄弱处实行分割包围歼灭，任由对方就食于本国。于义熙六年正月（410年）被晋军攻破广固，俘虏慕容超送至建康斩首，南燕灭亡。

## 灭后秦
义熙十二年（416年）八月，在平定了荆扬之争四年后，刘裕开始第二次北伐。晋军分为五路，王镇恶、檀道济部为前锋，自寿阳出发，渡过淮河和淝水直插许昌、洛阳。新野太守朱超石、宁朔将军胡藩进攻阳城。振武将军沈田子、建威将军傅弘之进攻武关。建武将军沈林子、彭城内史刘遵考带领水军出石门，自汴河进入黄河，以冀州刺史伍仲德督前锋诸军，开巨野泽入黄河。刘裕率领中军驻扎在彭城作为后援。
义熙十三年（417年）正月，晋军王镇恶部连克项城，许昌。朱超石部开至阳城，沈林子攻克仓桓，王仲德攻克滑台，这四支部队在洛阳会师。秦主姚泓遣越骑校尉阎生帅骑三千救之，武卫将军姚益男将步卒一万助守洛阳，又遣并州牧太原公姚懿南屯陕津，为之声援。但在救援来到之前，洛阳已被晋军攻破，于是援兵回撤。同时后秦也因姚懿、齐公姚恢相继作乱，为晋所乘。
二月，晋军分兵两路，王镇恶部进军淹池，袭占弘农，并到达潼关。另一路檀道济部攻击蒲坂不克，回师到潼关与王镇恶部一起进攻潼关，秦军出城迎战被击败，潼关失守。七月，晋军沈田子部攻破武关。八月，刘裕击退骚扰的北魏军，到达潼关。此时，刘裕调整部署，派王镇恶带领水师沿着渭河西进，另一部由沈田子自青泥出发，剩下分成两支，由刘裕和朱超石带领进攻定城、蒲坂。王镇恶部于灞上大破后秦军，杀死后秦镇北将军姚强，恢武将军姚难逃往长安。沈田子部又于青泥重创秦主姚泓。王镇恶部又在渭桥击溃姚丕与姚泓部，猛攻长安得手，秦主姚泓投降，后秦灭亡。

## 内讧
同年冬天，刘裕心腹刘穆之突然病死，刘裕恐国内生变，不得不返回建康，临行留下年幼的次子刘义真镇守关中，並以王修為長史行事，總管一切事務。
关中人民一向看重王猛，刘裕攻克长安，王猛孙子王镇恶又建功最多，南人皆惧其自立。沈田子又自以峣柳之捷，与镇恶争功不平。裕将回江南，田子及傅弘之屡次告诉裕说：“镇恶家在关中，不可保信。”裕答：“今留卿文武将士精兵万人，彼若欲为不善，正足自灭耳。勿复多言。”裕私下告诉田子说：“钟会不得遂其乱者，以有卫瓘故也。又语曰：‘猛兽不如群狐’，卿等十馀人，何惧王镇恶！” 
这加劇了将领之間的不和，义熙十四年（418年）正月，王镇恶被沈田子在傅弘之军营所诱杀，總管關中事務的長史王修，以擅殺之罪處死沈田子。同月，晋军傅弘之所部大破赫连璝于池阳，又破之于寡妇渡，斩获甚众，夏兵乃退。
又王修与刘义真左右不和，年幼的义真听信左右之言，竟然杀死王修，這使得諸將心懷恐懼、人情離散，劉義真只好把全軍召回長安，放棄城外之地，結果被困死在長安孤城，糧食無法供應。十一月，刘义真與諸將东归的时候，带了太多财货子女，无法快速离开此地和尽力作战，被赫连璝击溃，关中全部失守，連派去支援的朱齡石軍隊，也被赫連軍團消滅。刘裕精锐部队北府兵遭到重创，短时间内无力北伐。
422年初，劉裕在建宋稱帝的第三年，準備出兵北伐北魏，但因為同年劉裕病卒，北伐取消，北魏反而趁機攻下劉宋的河南地區。